# Bangor and Katahdin Iron Works Railway
Die Bangor and Katahdin Iron Works Railway ist eine ehemalige Eisenbahngesellschaft in Maine (Vereinigte Staaten). Die Gesellschaft wurde am 2. August 1881 gegründet. Sie betrieb nur eine einzige, 29 Kilometer lange Strecke zwischen Milo Junction und Katahdin Iron Works, die 1882 fertiggestellt wurde.
Im Jahr 1887 pachtete zunächst die Bangor and Piscataquis Railroad, an deren Strecke der Bahnhof Milo Junction lag, die Gesellschaft. Da diese ihrerseits am 1. April 1892 durch die Bangor and Aroostook Railroad gepachtet wurde, ging auch der Vertrag mit der Bangor&Katahdin an diese Gesellschaft über. Sie erwarb die Bangor&Katahdin am 1. Juli 1901 und gliederte die Strecke in ihr Netz ein. Der noch bestehende Streckenabschnitt wird heute von der Montreal, Maine and Atlantic Railway benutzt.